# Carmen Pereira
Carmen Pereira (1937 – 2016. június 4.) bissau-guineai politikus, az Országos Népgyűlés elnökeként három napig Bissau-Guinea ideiglenes elnöke 1984-ben, az új alkotmány elfogadása alatt. Ő volt az első nő az afrikai kontinensen, aki ilyen magas pozíciót betöltött, Bissau-Guineában pedig máig az egyetlen.